# Ivan Brezavšček
Ivan Brezavšček, slovenski rimskokatoliški duhovnik in katehet, * 7. maj 1878, Zavrh pri Levpi, † 14. februar 1960, Trst.

## Življenje in delo
Rodil se je v kmečki družini v zaselku Zavrh pri Levpi. Gimnazijo in bogoslovje je študiral v Gorici in bil tam tudi posvečen. Kot kaplan je služboval v Šempetru pri Gorici (1903-1906) in Braniku (1906-1911), bil nato katehet na osnovni šoli v Tolminu (1911-1915). Pred vojno ujmo Soške fronte se je umaknil v domačo vas. Po vojni je postal župnik v Račicah (1920-1922) in kurat v Kubedu (1923-1935), nato je bil pol leta med Trapisti v Rajhenburgu, se vrnil v tržaško škofijo ter postal dušni pastir v Koprivi pri Sežani (1936-1947). Februarja 1947 se je preselil v Trst ter tam opravljal službo kateheta na slovenskih šolah. V Trstu je v samozaložbi in anonimno izdal Svetopisemske kateheze za 1. razred osnovnih šol (Trst, 1922) in Svetopisemske kateheze s pripravo za I. spoved, sveto obhajilo in birmo (Trst, 1923).